# Avenue des Alezans
L'avenue des Alezans (en néerlandais : Vossenlaan) est une avenue bruxelloise de la commune de Woluwe-Saint-Pierre qui va de l'avenue des Mille Mètres à l'avenue des Grands Prix en passant par le square du Manège.

## Historique et description
Le nom de l'avenue fait référence au cheval alezan en l'honneur de l'ancien champ de courses de Stockel qui a été en activité de 1906 à 1957.

## Situation et accès
La numérotation des habitations va de 1 à 15 pour le côté impair et de 2 à 22 pour le côté pair.